# William Fulco
William James Fulco (Los Angeles, 24 febbraio 1936 – Los Gatos, 29 novembre 2021) è stato un gesuita, linguista e glottoteta statunitense.

## Biografia
Fu un prete gesuita nonché professore di Studi Mediterranei Antichi della National Endowment for the Humanities alla Loyola Marymount University di Los Angeles.
Entrò nella Compagnia di Gesù nell'agosto 1954, e fu ordinato prete nel giugno 1966. Passò gran parte della sua carriera insegnando.
Nel 2002 fu ingaggiato da Mel Gibson per ricostruire l'aramaico parlato da Gesù per il film La passione di Cristo, diventando uno dei pochi glottoteti professionali. Il suo aramaico ricostruito incorpora elementi della lingua del Libro di Daniele, del siriaco parlato nel IV secolo d.C. e dell'ebraico.